# مكتب تنظيم المفاعل النووي
مكتب تنظيم المفاعل النووي هو مكتب تابع للجنة التنظيمية النووية للولايات المتحدة.

## نبذة
يهتم المكتب ببرامج سلامة المفاعل والهندسة النووية ودعم الشركات بذات المجال. لديها إدارة البرنامج النووي، وتطوير السياسات وموظفي التحليل، فضلا عن مجموعة من المختصين.

## الأهمية
مكتب تنظيم المفاعل النووي مسؤول عن ضمان الصحة والسلامة العامة من خلال أنشطة الترخيص والتفتيش في محطات الطاقة النووية التجارية. ومع ذلك، فإن التقييم الفعلي لتطبيقات تجديد الترخيص يتم بواسطة قسم تجديد الترخيص، وهو قسم تابع لنظام تنظيم المفاعل النووي متعدد الأوجه.
من بين الاهتمامات الحالية للمختصين والمسؤولين المنتخبين، رخصة التجديد المقترحة لمحطة ديابلو كانيون للطاقة النووية. وفقًا لفيكتور دريكس، مسؤول الشؤون العامة الأول في المنطقة الرابعة للجنة المراقبة النووية، أجرت اللجنة مؤخرًا مراجعة لأكثر من 100 محطة طاقة نووية في الولايات المتحدة، بما في ذلك محطة ديابلو كانيون للطاقة النووية، و «وجدت مستوى عالًا من الاستعداد وقدرة قوية من حيث المعدات والإجراءات اللازمة للرد على الأحداث القاسية».

## الصلاحيات
المكتب مسؤول عن سلامة المفاعل النووي بالجنة التنظيم النووي بالولايات المتحدة وتشمل أربعة مجالات رئيسية:
- وضع قواعد.
- الترخيص.
- مراقبة.
- فريق الاستجابة للحوادث.

## الاختصاص القضائي
- مفاعلات الطاقة النووية التجارية.
- اختبار ومفاعلات البحث.[8]